# Ariel (ensaio)
Ariel é um ensaio, de 1900, do autor uruguaio José Enrique Rodó. Utilizando as alegorias da peça A Tempestade, de William Shakespeare, na qual Ariel representa o positivo e Caliban as tendências negativas da natureza humana, este ensaio é um debate sobre os rumos futuros da história, no que Rodó pretendia que se tornasse um sermão secular para os jovens latino-americanos, defendendo a causa da tradição clássica ocidental.
Ariel é classificado como pertencente ao modernismo latino, sendo caracterizado por sua elegância, prosa, além das referências e alusões mundanas. Mesmo sendo um ensaio, suas ideias são expressas por meio da voz narrativa de Próspero.

## Temas
Próspero, o professor, e Ariel são referências aos personagens de A Tempestade, e o uso de seus nomes é um exemplo do desejo cosmopolita do modernismo. Em Ariel, o seminário de Próspero inclui autores europeus conceituados e, também, alguns menos conhecidos. Ele faz referências frequentes a Goethe, Gaston Deschamps, São Francisco de Assis, Schiller e Guyau. Próspero também faz referências a história da Grécia Antiga, e enfatiza a beleza helênica como o único ideal digno de imitação. 
Rodó usa Ariel como uma metáfora que simboliza a beleza, o espírito e o que é bom. O oposto de Ariel é o utilitarismo, simbolizado por Caliban, e ele cita o positivismo e a "nordomanía" (conceito desenvolvido na obra para se referir a influência dos Estados Unidos na América Latina) como duas razões pelas quais o modernismo adquiriu popularidade. Ariel é estruturalmente baseado na oposição binária, e as figuras de Ariel e Caliban são diametralmente opostas.
Em Ariel, Rodó faz um balanço da condição da América Latina no final do século XIX. Ele aponta que o utilitarismo depende da especialização e do materialismo e que, consequentemente, a riqueza de nossas mentes é diminuída. Tais práticas podem e afetarão o espírito. Para que a América Latina revivesse seu espírito, Rodó propôs uma estrita adesão aos ideais estéticos das culturas grega e romana antigas. 
Rodó acreditava que ambas personificam o senso de beleza e, mais importante, as duas reconhecem a importância de se dedicar a uma atividade da mente. A arte se torna, então, uma forma de aprendizado, que encontra e enriquece o espírito, e nega o utilitarismo.

## Ligações Externas
- Ariel, no Project Gutenberg.
- Textos humanísticos: Rodó.
- Rod Marsh: Palestra sobre Ariel (1900) e Calibán (1971).
- Mariana Alvarado: Rodó y su Ariel. El Ariel de Rodó.